# Attila Kuttor
Attila Kuttor (ur. 29 maja 1970 w Miszkolcu) – były węgierski piłkarz, grający na pozycji obrońcy, a także trener piłkarski.

## Kariera
Seniorską karierę zaczynał w 1988 roku w Diósgyőri VTK. W 1989 roku został piłkarzem Videoton SC, w barwach którego zadebiutował w NB I. W Videotonie grał do 1993 roku, rozgrywając 96 meczów ligowych. Również w 1993 roku zadebiutował w reprezentacji Węgier. Następnie przeszedł do Győri ETO. W roku 1995 został zawodnikiem MTK Budapeszt. Z klubem tym zdobył mistrzostwo (1996/1997) oraz Puchar Węgier (1996/1997, 1997/1998). Po półrocznych epizodach w sezonie 1998/1999 w Diósgyőri VTK i Videotonie powrócił do MTK, z którym wywalczył trzeci w swojej karierze Puchar Węgier w sezonie 1999/2000. W sezonie 2001/2002 był graczem DVSC, a później – BFC Siófok. W 2004 roku przeszedł do FC Fehérvár, z którym zdobył w sezonie 2005/2006 krajowy puchar. W rundzie jesiennej sezonu 2007/2008 reprezentował barwy BFC Siófok, a następnie przeszedł do Haladásu Szombathely, w którym w 2010 roku zakończył karierę. Ogółem rozegrał 560 meczów w NB I. Zagrał także w 19 meczach reprezentacji narodowej.
W 2015 roku był trenerem Haladásu Szombathely.

## Statystyki ligowe
| Sezon         | Klub                   | Liga  | Mecze | Gole |
| ------------- | ---------------------- | ----- | ----- | ---- |
| 1988/1989     | Diósgyőri VTK          | NB II | ?     | ?    |
| 1989/1990     | Videoton SC            | NB I  | 24    | 0    |
| 1990/1991     | Videoton-Waltham SC    | NB I  | 20    | 1    |
| 1991/1992     | Videoton-Waltham SC    | NB I  | 30    | 4    |
| 1992/1993     | Videoton-Waltham FC    | NB I  | 22    | 3    |
| 1993/1994     | Rába ETO Győr          | NB I  | 24    | 3    |
| 1994/1995     | Győri ETO              | NB I  | 29    | 2    |
| 1995/1996     | MTK Budapeszt          | NB I  | 26    | 2    |
| 1996/1997     | MTK Budapeszt          | NB I  | 32    | 2    |
| 1997/1998     | MTK Budapeszt          | NB I  | 32    | 3    |
| 1998/1999 (j) | Diósgyőr FC            | NB I  | 15    | 2    |
| 1998/1999 (w) | Videoton FC            | NB I  | 13    | 4    |
| 1999/2000     | MTK Hungária Budapeszt | NB I  | 31    | 0    |
| 2000/2001     | MTK Hungária Budapeszt | NB I  | 32    | 2    |
| 2001/2002     | Debreceni VSC          | NB I  | 35    | 1    |
| 2002/2003     | Siófok FC              | NB I  | 30    | 2    |
| 2003/2004     | Balaton Siófok         | NB I  | 31    | 4    |
| 2004/2005     | Videoton FC            | NB I  | 29    | 6    |
| 2005/2006     | FC Fehérvár            | NB I  | 29    | 2    |
| 2006/2007     | FC Fehérvár            | NB I  | 21    | 2    |
| 2007/2008 (j) | BFC Siófok             | NB I  | 14    | 2    |
| 2007/2008 (w) | Szombathelyi Haladás   | NB II | 14    | 2    |
| 2008/2009     | Szombathelyi Haladás   | NB I  | 26    | 1    |
| 2009/2010     | Szombathelyi Haladás   | NB I  | 15    | 1    |